# Hidroelèctrica de Chixoy
La hidroeléctrica de Chixoy és una central a San Cristóbal Verapaz, Alta Verapaz a l'estat de Guatemala, a la confluència dels rius Chicruz, Salamá i Chixoy (Negro).
La construcció de la presa va començar l'abril de 1977, sota el mandat de la dictadura militar presedit pel general Kjell Eugenio Laugerud García. L'obra va ser financiada pel Banc Mundial i el Banc Interamericà de Desenvolupament. La central hidroelèctrica havia de respondre a la demanda creixent d'energia renovable. Va ser acabada el 27 de novembre de 1983. Per una error d'enginyeria va caldre obres suplementàries per a afegir reforços al del túnel que condueix l'aigua del riu a les turbines amb costos addicionals elevats. El projecte Chixoy va costar 944 milions de dòlars,  o ben bé 2,5 vegades el pressupost de 1978. Va ser inaugurat el 1986.
Aquesta construcció és considerada la major obra d'enginyeria civil de Guatemala. Té una capacitat de 300 megawatt. El 1983 proveïa a prop del 26% de la producció nacional d'electricitat.
La construcció de la presa durant més de 20 anys va afectar pel cap baix 3.500 indígenes de les comunitats maies que van ser desplaçades. El 1982, el govern va massacrar més de 440 homes, dones i nens al Rio Negro, una acció coberta pel silenci o la complicitat pels dos bancs que cofinanciaven el projecte. Més de sis mil famílies hi van perdre les terres i mtijans de subsistència. Moltes persones van ser torturades o segrestrades quan van exigir compensacions al govern militar. Avui en dia encara denuncien aquestes injustícies. Va trigar fins 2015 perquè els sobrivents descendents de la repressió van rebre una modesta indemnització.